# آلاله البرزی
آلاله البرزی (نام علمی: Ranunculus elbursensis) نام یک گونه از سرده آلاله است. سردهٔ آلاله در ایران ۵۵ گونهٔ علفی یک ساله و چند ساله دارد. آلاله البرزی یکی از ۵۵ گونهٔ موجود در ایران است.